# Canton de Saint-Geniez-d'Olt
Le canton de Saint-Geniez-d'Olt est une ancienne division administrative française située dans le département de l'Aveyron et la région Midi-Pyrénées.
Avec le redécoupage cantonal de 2014, la commune de Saint-Geniez-d'Olt est devenue le bureau centralisateur du nouveau canton de Lot et Palanges.

## Géographie
Ce canton était organisé autour de Saint-Geniez-d'Olt dans l'arrondissement de Rodez. Son altitude variait de 400 m (Sainte-Eulalie-d'Olt) à 1 461 m (Aurelle-Verlac) pour une altitude moyenne de 723 m.

## ZoneNatura 2000
Il est paru  au Journal Officiel l'arrêté de classement en zone Natura 2000 du plateau central de l'Aubrac aveyronnais,.

## Histoire
De 1833 à 1848, les cantons de Saint-Geniez, Laguiole et Saint-Chély avaient le même conseiller général. Le nombre de conseillers généraux était limité à 30 par département.

### Conseillers généraux de 1833 à 2015
| Période                                  | Période           | Identité                              | Étiquette             | Qualité |
| ---------------------------------------- | ----------------- | ------------------------------------- | --------------------- | --- |
| 1833                                     | 1842              | Simon Rogery (1773-1843)              |                       | Médecin Maire de Saint-Geniez-d'Olt (1804-1843) |
| 1842                                     | 1852              | Jean-Louis François Séguret           |                       | Maire de Saint-Geniez-d'Olt (1843-1848) |
| 1852                                     | 1861              | Jean-Louis Palangié                   |                       | Négociant, maire de Saint-Geniez-d'Olt (1848-1858) |
| 1861                                     | 1865 (décès)      | Aimé de Benoît                        |                       | Maire de Saint-Geniez-d'Olt (1858-1865) |
| 1865                                     | 1871              | Philippe Massabuau                    |                       | Maire de Saint-Geniez-d'Olt (1865-1877) |
| 1871                                     | 1880              | Philippe Étienne Bousquet (1830-1904) | Républicain           | Notaire, adjoint au maire de Saint-Geniez-d'Olt |
| 1880                                     | 1889 (décès)      | Henri Palangié                        | Républicain           | Maire de Saint-Geniez-d'Olt (1877-1887) |
| 1889                                     | 1895 (décès)      | Marie Etienne Rouquayrol (1826-1895)  | Droite                | Médecin à Saint-Geniez-d'Olt |
| 1896                                     | 1904              | Philippe Massabuau                    | Conservateur          | Maire de Saint-Geniez-d'Olt (1892-1904) |
| 1904                                     | 1905 (annulation) | Antoine Talon                         | Républicain           | Maire de Saint-Geniez-d'Olt (1904-1919) |
| 1906                                     | 1907 (annulation) | Louis Palangié (1876-1958)            | Nationaliste          | Industriel à Saint-Geniez-d'Olt |
| 1907                                     | 1919              | Antoine Talon                         | Républicain           | Maire de Saint-Geniez-d'Olt (1904-1919) |
| 1919                                     | 1934              | François Solanet                      | URD                   | Industriel - Maire de Saint-Geniez-d'Olt (1919-1929) |
| 1934                                     | 1940              | Antoine Alazard                       | Conservateur          | Maire d'Aurelle-Verlac (1919-1947) Nommé conseiller départemental en 1943 |
|                                          |                   |                                       |                       | |
| 1945                                     | 1947 (décès)      | Antoine Alazard                       | Parti agraire         | Maire d'Aurelle-Verlac (1919-1947) |
| 28 février 1948                          | 1970              | Louis Ayrignac                        | Ind.                  | Conseiller municipal de Saint-Geniez-d'Olt |
| 1970                                     | 1976              | Georges Frament                       | DVD                   | Conseiller municipal de Saint-Geniez-d'Olt |
| 1976                                     | 1988              | Jean-Marie Ladsous                    | CNI puis RPR          | Militaire, maire de Saint-Geniez-d'Olt (1977-1995) |
| 1988                                     | 1994              | Jean Miquel                           | DVD                   | |
| 1994                                     | 2015              | Jean-Claude Luche                     | UDF puis UMP puis UDI | Cadre bancaire Maire de Saint-Geniez-d'Olt (1995-2008) Président du Conseil général (2008-2015) Conseiller régional (2010-2014) Président de la communauté de communes jusqu'en 2010 1er adjoint au maire de Saint-Géniez-d'Olt jusqu'en 2010 Sénateur (2014-2020) Élu en 2015 dans le canton de Lot et Palanges |
| Les données manquantes sont à compléter. |                   |                                       |                       | |

### Résultats électoraux détaillés
- Élections cantonales de 2001 : Jean-Claude Luche (DL) est élu au premier tour avec 68,32 % des suffrages exprimés, devant Danielle Nègre (Divers) (19,09 %), Yves-Olivier Denoual (Divers gauche) (6,21 %) et Laurent Larget (FN) (4,83 %). Le taux de participation est de 82,08 % (2 418 votants sur 2 946 inscrits)[13].
- Élections cantonales de 2008 : Jean-Claude Luche (UMP) est élu au premier tour avec 88,87 % des suffrages exprimés, devant Jean-Louis Reylet  (FN) (11,13 %). Le taux de participation est de 80,47 % (2 320 votants sur 2 883 inscrits)[14].

### Conseillers d'arrondissement (de 1833 à 1940)
Le canton de Saint-Geniez faisait partie de l'arrondissement d'Espalion jusqu'en 1926, date de sa disparition.
| Période                                  | Période      | Identité                                     | Étiquette   | Qualité |
| ---------------------------------------- | ------------ | -------------------------------------------- | ----------- | --- |
| 1833                                     | 1839         | M. Muret                                     |             | Fabricant à Saint-Geniez-d'Olt                                                                                      |
| 1839                                     | 1855 (décès) | François Joseph Rouquayrol (1795-1855)       |             | Notaire, adjoint au maire de Saint-Geniez-d'Olt                                                                     |
| 1855                                     | 1877         | Joseph-Eugène Rouquayrol fils (1819-1888)    |             | Notaire à Saint-Geniez-d'Olt, Président du Conseil d'arrondissement                                                 |
| 1877                                     | 1883         | Antoine Charles Célestin Bastidé (1826-1905) |             | Négociant, adjoint au maire de Saint-Geniez-d'Olt, suppléant du juge de paix, Président du Conseil d'arrondissement |
| 1883                                     | 1895         | Sylvestre Vezins                             |             | Notaire, maire de Prades-d'Aubrac de 1878 à 1892                                                                    |
| 1895                                     | 1907         | Régis Bousquet (fils de Ph.É.Bousquet)       | Républicain | Notaire à Saint-Geniez-d'Olt                                                                                        |
| 1907                                     | 1919         | M. Delpal                                    | Radical     | Rentier à Saint-Geniez-d'Olt, Président du Conseil d'arrondissement                                                 |
| 1919                                     | 1940         | Louis Palangié                               | Libéral PSF | Maire de Saint-Geniez-d'Olt (révoqué le 31 juillet 1944), ancien conseiller général                                 |
| 1940                                     |              |                                              |             | Les conseils d'arrondissement ont été suspendus par la loi du 12 octobre 1940 et n'ont jamais été réactivés         |
| Les données manquantes sont à compléter. |              |                                              |             | |

## Composition
Le canton de Saint-Geniez-d'Olt, d'une superficie de 194 km2, était composé de six communes
.
| Nom                            | Code Insee | Intercommunalité              | Superficie (km2) | Population (dernière pop. légale) | Densité (hab./km2) |
| ------------------------------ | ---------- | ----------------------------- | ---------------- | --------------------------------- | ------------------ |
| Saint-Geniez-d'Olt (chef-lieu) | 12224      | CC des Pays d'Olt et d'Aubrac | 35,49            | 1 976 (2013)                      | 56                 |
| Aurelle-Verlac                 | 12014      | CC des Pays d'Olt et d'Aubrac | 54,68            | 163 (2013)                        | 3                  |
| Pierrefiche                    | 12182      | CC Des Causses à l'Aubrac     | 17,10            | 268 (2014)                        | 16                 |
| Pomayrols                      | 12184      | CC Des Causses à l'Aubrac     | 23,10            | 127 (2014)                        | 5,5                |
| Prades-d'Aubrac                | 12187      | CC Des Causses à l'Aubrac     | 46,64            | 419 (2014)                        | 9                  |
| Sainte-Eulalie-d'Olt           | 12219      | CC Des Causses à l'Aubrac     | 17,48            | 375 (2014)                        | 21                 |

## Démographie

### Évolution démographique
| 1962  | 1968  | 1975  | 1982  | 1990  | 1999  | 2006  | 2011  | 2012  |
| ----- | ----- | ----- | ----- | ----- | ----- | ----- | ----- | ----- |
| 4 649 | 4 257 | 3 893 | 3 609 | 3 402 | 3 204 | 3 338 | 3 367 | 3 339 |

### Âge de la population
La pyramide des âges, à savoir la répartition par sexe et âge de la population, du canton de Saint-Geniez-d'Olt en 2009 ainsi que, comparativement, celle du département de l'Aveyron la même année sont représentées avec les graphiques ci-dessous.
La population du canton comporte 48,7 % d'hommes et 51,3 % de femmes. Elle présente en 2009 une structure par grands groupes d'âge plus âgée que celle de la France métropolitaine. 
Il existe en effet 42 jeunes de moins de 20 ans pour cent personnes de plus de 60 ans, alors que pour la France l'indice de jeunesse, qui est égal à la division de la part des moins de 20 ans par la part des plus de 60 ans, est de 1,06. L'indice de jeunesse du canton est également inférieur à celui  du département (0,67) et à celui de la région (0,89).
| Hommes | Classe d’âge | Femmes |
| ------ | ------------ | ------ |
| 0,4    | 90 ans ou +  | 2,9    |
| 13,3   | 75 à 89 ans  | 17,4   |
| 20,1   | 60 à 74 ans  | 23,1   |
| 24,5   | 45 à 59 ans  | 20,7   |
| 17,3   | 30 à 44 ans  | 15,2   |
| 11,3   | 15 à 29 ans  | 9,8    |
| 13,1   | 0 à 14 ans   | 11,0   |

| Hommes | Classe d’âge | Femmes |
| ------ | ------------ | ------ |
| 0,6    | 90 ans ou +  | 1,7    |
| 10,2   | 75 à 89 ans  | 14,2   |
| 16,9   | 60 à 74 ans  | 17,5   |
| 21,6   | 45 à 59 ans  | 20,3   |
| 18,9   | 30 à 44 ans  | 17,8   |
| 15,1   | 15 à 29 ans  | 13,4   |
| 16,7   | 0 à 14 ans   | 15,1   |